# Андона
Андона или Айван (на гръцки: Αηδόνα) е село в Пинд, дем Метеора на област Тесалия. Андона се намира на северните склонове на Нераида.